# Limber Pérez
Limber Pérez (Iriona, 26 de julho de 1976) é um ex-futebolista hondurenho que atuava como defensor.

## Carreira
Limber Pérez integrou a Seleção Hondurenha de Futebol na Copa América de 2001.

## Títulos
Seleção Hondurenha
- Copa América de 2001: 3º Lugar